# Maria Fernanda da Saxónia
Maria Fernanda da Saxónia (27 de abril de 1796 - 3 de janeiro de 1865) foi uma filha de Maximiliano, Príncipe Herdeiro da Saxônia, e da sua primeira esposa, a Princesa Carolina de Parma. Foi, através do seu casamento, Grã-duquesa da Toscana de 1821 a 1824.

## Primeiros anos e família
Maria Fernanda nasceu do primeiro casamento de Maximiliano, Príncipe Herdeiro da Saxônia com a Princesa Carolina de Parma, no dia 27 de abril de 1796. Era a segunda filha mais velha. A sua mãe morreu em 1804, quando Maria tinha 8 anos de idade e o seu pai voltou a casar-se, vinte e um anos depois, com a Princesa Maria Luísa Carlota de Parma, sobrinha da sua primeira esposa. No entanto este casamento não gerou filhos. O seu pai morreu em 1838, tendo renunciado aos seus direitos de sucessão na Saxónia em favor do seu filho mais velho.
Maria Fernanda tinha sete irmãos que, na sua maioria, se casou. A sua irmã mais velha era a Princesa Amália, uma compositora notável. O irmão que se seguia tornar-se-ia no rei Frederico Augusto II da Saxónia em 1836. Depois dele vinha o Príncipe Clemente que morreria aos 24 anos sem deixar descendentes. Depois dela vinham mais três irmãos: Maria Ana, João e Maria Josefa que, respectivamente, se tornariam Grã-duquesa da Toscana, Rei da Saxónia e Rainha de Espanha.
Em 1817 Maria Fernanda acompanhou a sua irmã mais nova, a Princesa Maria Ana da Saxónia, a Florença onde ela se ia casar com o futuro Grão-duque Leopoldo II da Toscana. As duas eram muito chegadas, ao ponto de Maria Ana ter medo de ir para um país desconhecido sem a companhia da irmã mais velho. O casal casou-se como combinado, mas algo inesperado aconteceu: Maria Fernanda chamou a atenção do pai de Leopoldo, Fernando III, Grão-duque da Toscana.

## Casamento

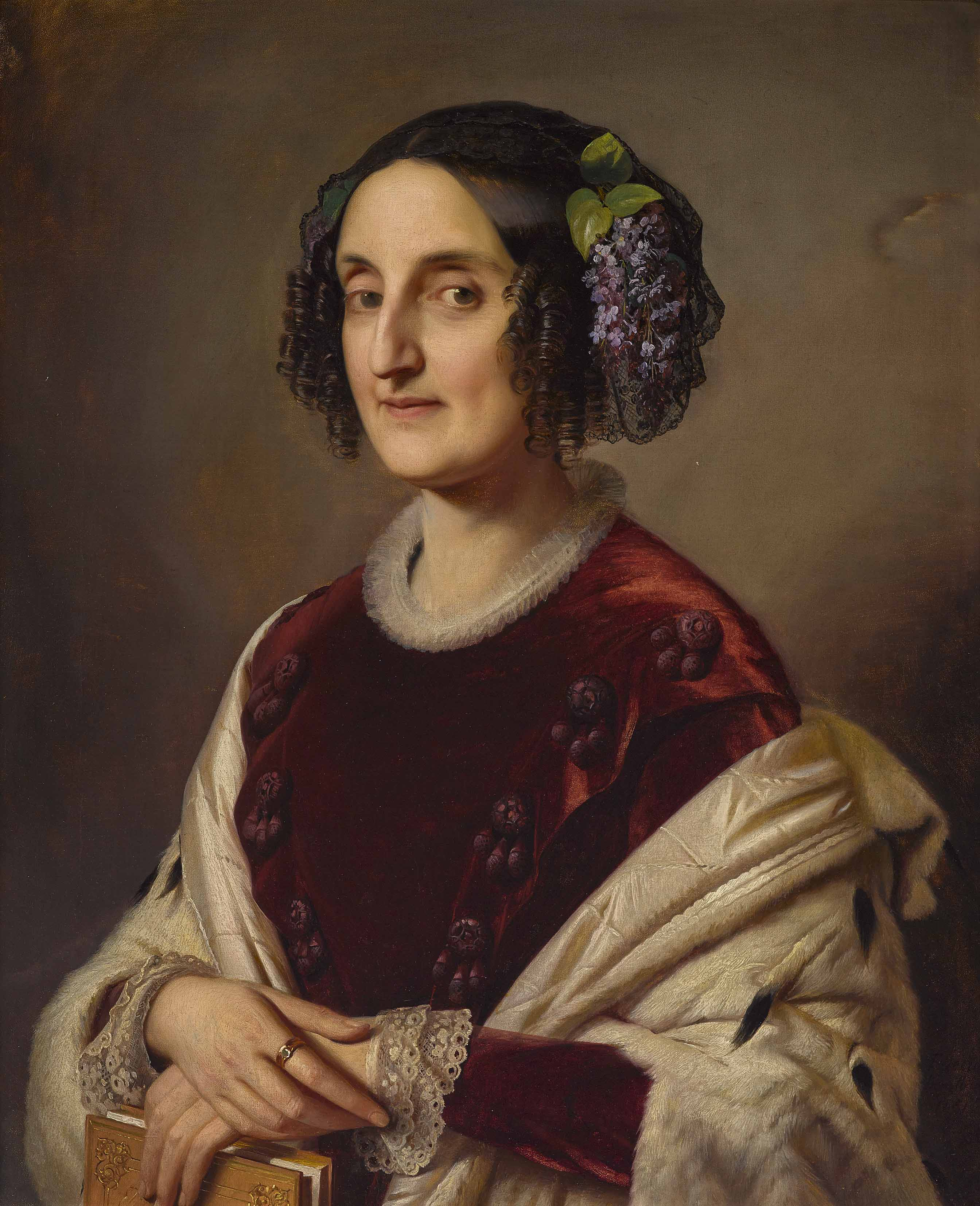
Maria Fernanda em retrato de Friedrich Kaulbach.

No dia 6 de maio de 1821 Maria Fernanda casou-se com Fernando III, Grão-duque da Toscana, em Florença. Ela era a sua segunda esposa e ele era vinte e sete anos mais velho. Ela era também sua prima em segundo-grau bem como da sua primeira esposa, a princesa Luísa de Nápoles. Fernando pode ter desejado este segundo casamento porque a sucessão estava em dúvida: apesar do seu único filho se ter casado recentemente, ele era considerado demasiado doente. Nenhum filho nasceu deste casamento.

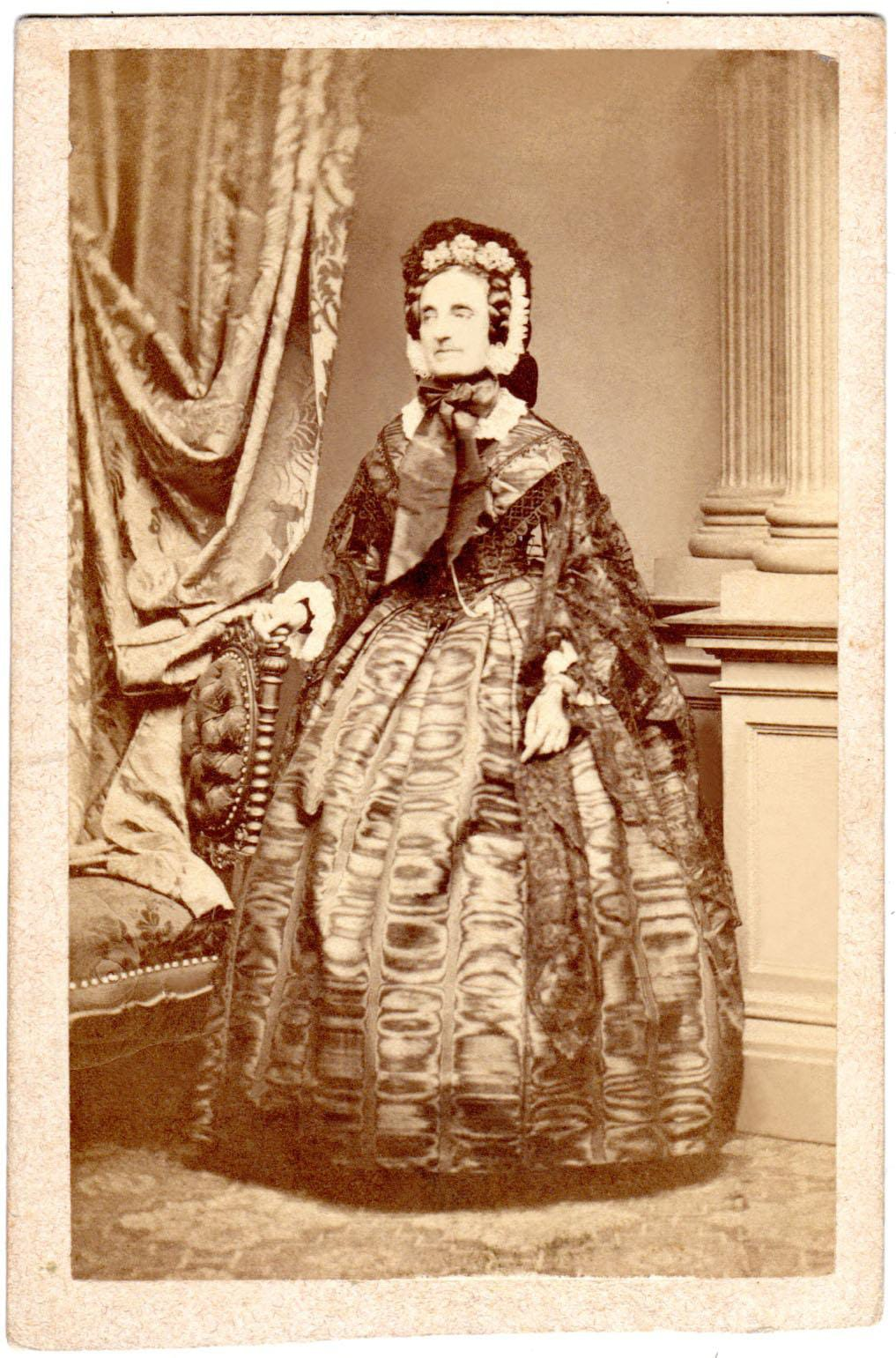
Rara foto de Maria Ferdinanda.

Como a irmã mais nova de Maria estava casada com o filho de Fernando, Maria Fernanda tornou-se a sogra-madrasta da sua própria irmã.
Fernando morreu em 1824 em Florença, fazendo com que o filho o sucedesse no trono da Toscana.